# Camponotus brevicollis
Camponotus brevicollis é uma espécie de inseto do gênero Camponotus, pertencente à família Formicidae.